# Грумо-Аппула
Грумо-Аппула, Ґрумо-Аппула (італ. Grumo Appula) — муніципалітет в Італії, у регіоні Апулія, метрополійне місто Барі.
Грумо-Аппула розташоване на відстані близько 370 км на схід від Рима, 19 км на південний захід від Барі.
Населення — 13 016 осіб (2014).
Покровитель — святий Рох.

## Демографія
Населення за роками:

Станом на 1 січня 2023 року в муніципалітеті офіційно проживали 332 іноземці з 37 країн, серед них 38 громадян країн Євросоюзу та 1 громадянин України.

## Сусідні муніципалітети
- Альтамура
- Бінетто
- Кассано-делле-Мурдже
- Саннікандро-ді-Барі
- Торитто